# Kircubbin
Kircubbin är en ort i Storbritannien.   Den ligger i distriktet Ards and North Down och riksdelen Nordirland, i den västra delen av landet, 500 km nordväst om huvudstaden London. Kircubbin ligger 6 meter över havet och antalet invånare är 1 237.
Terrängen runt Kircubbin är platt. Havet är nära Kircubbin västerut.  Närmaste större samhälle är Newtownards, 15,4 km nordväst om Kircubbin. Trakten runt Kircubbin består i huvudsak av gräsmarker.